# Estilete (arma)

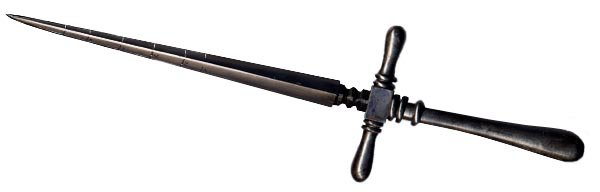
Estilete

O estilete é uma arma branca, geralmente de cariz perfurante, sendo certo que também pode ser corto-perfurante, que faz parte da família dos punhais ou das facas de estocada. Caracteriza-se pela lâmina estreita e pontiaguda, com ou sem gume, pelo que se usa mormente para desferir estocadas.

## Feitio
Tanto pode ter empunhadura destacada ou não. Quando é destacada, pode ser de madeira, metal ou marfim, ao passo que nos que nos casos em que a empunhadura não se destaca do resto da lâmina, afigura-se como um prolongamento inteiriço da lâmina.
A lâmina é fina e estreita, de formato aciculado, geralmente de secção triangular se bem que também há exemplares de secção quadrada, tendo sido concebida para servir mormente como arma perfurante, geralmente não se afigurando como arma de talha ou cortante, embora haja variedades de estiletes com gumes, que podem fazer as valências de uma arma corto-perfurante.
Com efeito, tradicionalmente, os estiletes italianos, stricto sensu, são só os de secção triangular. Ao passo que os de secção quadrada são posteriores, sendo conhecidos como estiletes-quadrelo (do italiano quadrello), sendo certo que, lato sensu, estes punhais continuam a subsumir-se na tipologia geral dos estiletes.  
Normalmente, os estiletes mediam entre 30 a 40 centímetros, incluindo a lâmina, e orçavam pesos na ordem dos 200 a 300 gramas.  Tratava-se de uma arma empregue por assassinos e sicários, pelo que se privilegiavam os exemplares de dimensões mais reduzidas, por serem mais fáceis de levar ocultos, sob o vestuário e ou junto ao corpo.
Para tornar a arma mais leve, era comum as lâminas dos estiletes contarem com sulcos gravados ao longo da folha, aos quais se dava o nome de sangradores ou goteiras. Era comum untar estas depressões escavadas na lâmina com venenos, a fim de ervar o estilete, potenciando assim a letalidade dos seus golpes.

## Uso

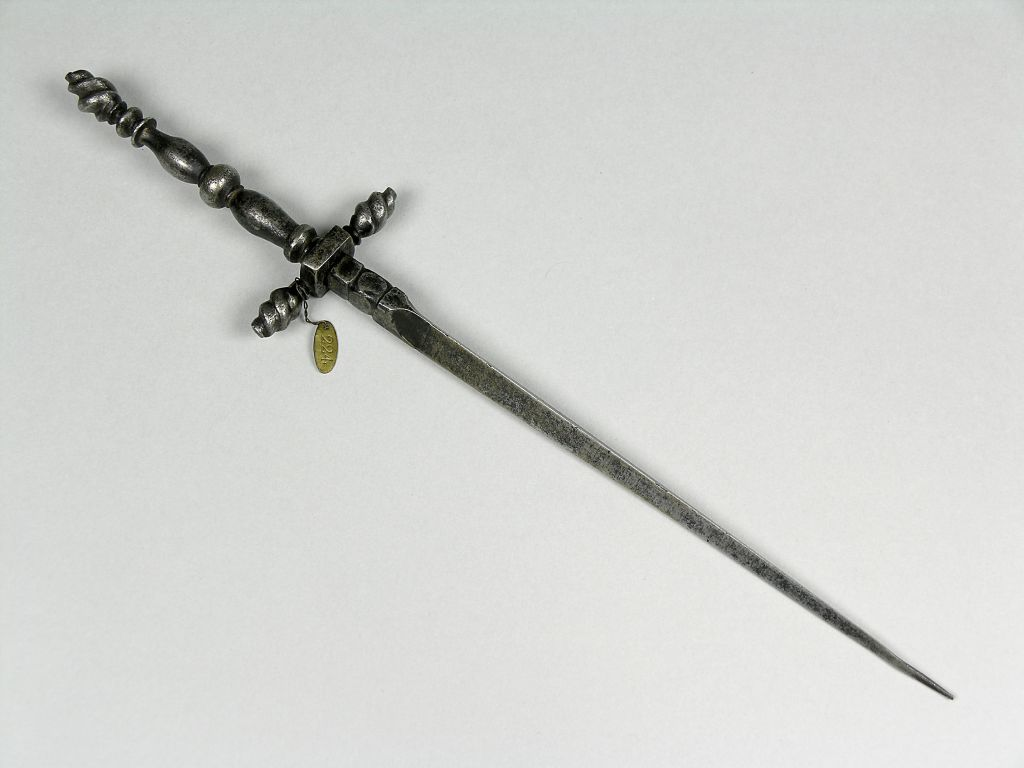
Estilete de secção triangular, integrante do espólio da colecção do Museu de Ciência de Birmingham, Reino Unido.

O principal escopo do estilete consiste em estocar o adversário, idealmente, por molde a trespassar-lhe o esterno e a perfurar-lhe, mortalmente, o coração. Naturalmente, trata-se de uma arma que usufrui largamente do efeito surpresa, quando empregue, pelo que tem pouca utilidade num cenário de combate de corpo-a-corpo. Se por um lado, tinha a vantagem de poder ser facilmente transportado às esconsas, por outro, o estilete, comparativamente com outros tipos de punhais de estocada, tem a desvantagem de, por si só, não desferir ferimentos muito significativos.
Com efeito, para maximizar a sua letalidade, aquele que o manejasse tinha de ser habilidoso e lesto o suficiente para conseguir apunhalar o adversário, num só golpe certeiro, dirigido aos órgãos vitais. Para isto, amiúde, esboçava ataques à traição, para aproveitar o elemento surpresa ou então ervava a lâmina com venenos, como cicuta ou acónito, pelo que era comum os estiletes contarem com sulcos, gravados na lâmina, de propósito para reter o máximo de veneno possível.
Em abono da verdade, o estilete foi concebido mesmo de feição a causar o mínimo de ferimentos externos visíveis e o máximo de danos internos. O objectivo principal era o de facilitar os assassinatos dissimulados, de feição a que o assassino pudesse abandonar a cena do crime, sem causar grande alarido e sem deixar grandes vestígios de sangue ou da sua presença.
Nesta toada, é relevante mencionar que, de entre o vasto rol de variedades e feitios de estiletes que chegaram a ser concebidos durante o Renascimento, chegou a haver uma variedade peculiar de estiletes, de lâmina de vidro, concebidos de feição a que a mesma, depois da estocada, se partisse do cabo e ficasse alojada dentro do corpo da vítima.

## História

### Percursores
As origens do estilete são discutíveis. Sendo certo que se cerceia o início da sua utilização entre os finais do séc. XV e o princípio do séc. XVI, no Norte de Itália, os seus percursores são objecto de polémica entre diferentes estudiosos.
Por um lado, o historiador alemão Wendelin Boeheim, sufraga que o estilete descende dos punhais quebra-espadas, os quais, além das suas valências como arma de duelo, também serviam como arma de estocada. Perto deste arrazoado, encontra-se a opinião desposada por outros historiadores, como o italiano Letterio Musciarelli, que atendem à menção do estilete no tratado de duelística de 1536 de Achille Marozo, «Opera Nova», na rúbrica da luta com punhais e estiletes. Neste sentido, esses autores equacionam o estilete aos punhais de estocada de estilo francês, os poignard, por sinal também de lâmina estreita, rematada em ponta de agulha.
Por outro lado ainda, para completar o retábulo, há historiadores, como o americano Harold Peterson, que entendem que o estilete terá sido influenciado, também, pela misericórdia, um punhal de estocada usado, principalmente, para penetrar nas cotas de malha, nas juntas de armaduras de placas e nas viseiras dos elmos, tendo sido amiúde asidos por cavaleiros medievais, para acabar com os adversários, já caídos em combate e mortalmente feridos, dando-lhes o epónimo ‘’golpe de misericórdia’’.Neste sentido, será pertinente assinalar que, para o historiador António Luiz Costa, a misericórdia não é, estritamente falando, um percursor do estilete, senão antes uma variedade de estilete, já usada desde o final da Alta Idade Média. 

### Estatuto e popularidade
Tendo o estilete, tal como é concebido modernamente, surgido no Norte de Itália entre os finais do séc. XV e o início do séc. XVI, é certo que só conheceu o auge da sua popularidade já durante a primeira metade do séc. XVII, tendo começado a cair em desuso, entretanto, já na segunda metade desse século.
Adoptada por toda a Itália, enquanto arma manesca (arma de mão, que podia ser empunhada por civis) ganhou popularidade entre meliantes e sicários, mercê do seu poder penetrativo e da sua tendência para fazer as vítimas sangrar menos do que outros tipos de punhais de estocada seus contemporâneos, como a cinquedea. Assim foi de tal sorte que, prontamente, se viu proibida pelas autoridades, sob a factispécie legal de arma insidiosa. Sem embargo, o cariz maneirinho e ligeiro deste punhal prestava-se à sua fácil e conveniente ocultação sob o vestuário, dentro das mangas ou de algibeiras interiores, o que em muito contribuiu para baldar a eficácia das proibições legais.
Apesar de ter perdido parte da sua popularidade na segunda metade do séc. XVII, o estilete continuou a conhecer algum uso até ao final do séc. XIX, empregue em assassinatos políticos, particularmente em França e Itália. 
Na Sicília, a pospelo do uso generalizado do estilete como arma de apunhalamentos à traição ou de surpresa, foi-se generalizando o uso de estiletes de gume afiado no âmbito de lutas de faca, à queima-roupa. Popularidade essa que, entretanto, grassou até à Sardenha e à Córsega.
Com efeito, no Reino da Sicília surgiu, nesta sequência, um estilo de combate particularmente focado no uso do estilete, a «esgrima de estilete siciliano» ( scherma di stiletto siciliano). Os sequazes deste estilo de esgrima especializavam-se em apunhalar as vítimas e, em seguida, enquanto a lâmina se encontrava dentro do corpo, retorcer a empunhadura em várias direcções, por molde a que a ponta do estilete desferisse graves danos internos, que não fossem imediatamente aparentes, mediante a análise da ferida de entrada do punhal. 